# Marina Grey
Pour les articles homonymes, voir Grey.
Marina Antonovna Denikina (en russe : Марина Антоновна Деникина), connue sous le pseudonyme de Marina Grey, est une productrice d’émissions de radio et télévision, essayiste spécialisée en histoire et journaliste française née le 20 février 1919 à Ekaterinodar et morte le 16 novembre 2005 à Versailles.

## Biographie
Fille du général russe blanc Anton Dénikine et de Xenia Dénikine, elle quitte la Russie en 1920 et s’installe en France avec ses parents. Elle passe ses études au lycée de Sèvres. Elle épouse en premières noces le 6 février 1941 dans le 5e arrondissement de Paris, Jean Pierre Boudet, architecte, dont elle divorce le 10 janvier 1946. Le 6 mars 1960, elle se remarie avec l’historien Jean-François Chiappe.
Sa carrière est consacrée à la radio et à la télévision : journaliste au journal parlé de la Radiodiffusion-télévision française dans la décennie 1950-1960 ; productrice d’émissions de télévision à partir de 1960 1960 : La Roue tourne, L’Europe buissonnière ou encore Au rendez-vous des souvenirs.
Elle est couronnée à deux reprises par l’Académie française (prix Eugène Colas pour Hébert, le père Duchesne agent royaliste en 1984) et par la Société des gens de lettres. Elle obtient le Grand prix du roman historique Sola Cabiati de la ville de Paris (1983). Elle retourne en Russie après la fin de l'Union soviétique, et obtient de Vladimir Poutine la nationalité russe. C'est avec son accord que les restes de ses parents sont transférés au monastère de Donskoï. Malgré son lien de parenté étroit avec un général blanc, elle s'est laissé rapidement convaincre, dans les années 1980, par un livre d'investigation britannique d'Anthony Summers et de Tom Mangold, Le dossier Romanov, qui contestait le massacre de la famille impériale russe. D'après leur enquête la famille de Nicolas II n'avait pas été tuée à Ekaterinbourg, dans la nuit du 16 au 17 juillet 1918, mais avait été transportée vivante par la Tcheka à Perm où cinq des six anciens codétenus impériaux du tsar, à savoir la tsarine Alix de Hesse et ses quatre filles, se trouvaient encore en septembre 1918,.

## Publications
- Les Armées blanches (en collaboration avec Jean Bourdier)
- Le Général meurt à minuit
- Mon père le général Dénikine
- Enquête sur Louis XVII
- Le Baron de Batz
- Hébert : le père Duchesne, agent royaliste, prix Eugène-Colas de l’Académie française en 1984
- Qui a tué Raspoutine ?
- La Saga de l’exil
- Les Aventures du ciel
- Sophia, 1979, prix Alfred-Née de l’Académie française en 1980

- Enquête sur le massacre des Romanov, Paris, Perrin, 1987, 1re édition
- Enquête sur le massacre des Romanov, Paris, Perrin, 1994, 2e édition.
- Paul Ier – Le tsar bâtard 1754-1801, Perrin, Paris 1998,  (ISBN 978-2-262-01462-9)
- Mimizan-sur-Guerre, Le Journal de ma mère sous l'Occupation, Éditions Stock, Paris 1976  (ISBN 2-234-00498-5)